# منطقه آمازوناس
منطقه امازوناس (به اسپانیایی: Amazonas Region) یک منطقه در پرو است.
مساحت این منطقه ۳۹۲۴۹٫۱۳ کیلومتر مربع و جمعیت آن ۴۴۳٬۰۲۵ نفر است.